# DJG2型电力机车
DJG2型电力机车是一台由中国北车集团大同电力机车有限责任公司开发研制的实验性高速电力机车，主要目的为验证和试验由中国北车集团自主研发的大功率交流传动牵引变流及控制系统。

## 发展历史

### 背景
自2003年刘志军出任中华人民共和国铁道部部长后，提出并实施铁路“跨越式发展”，以尽快缩小在铁路机车车辆装备上与国际先进水平的差距。2003年11月，中国铁道部与中国南车、北车集团及其重点企业共同制定了《加快铁路机车车辆装备现代化实施纲要》，并选择了6家机车制造企业作为引进先进技术和自主创新依托的主体。2004年1月，中国国务院常务会议通过了《中长期铁路网规划》；2004年4月，国务院常务会议研究通过的铁路机车车辆装备现代化实施方案明确指出，“加快我国铁路运输装备现代化，要按照引进先进技术、联合设计生产、打造中国品牌的总体要求，力争在较短时间内，使我国机车车辆生产能力达到世界先进水平”。2004年，中国北车集团大同电力机车有限责任公司、大连机车车辆有限公司分别与法国阿尔斯通公司和日本东芝公司合作，引进了HXD2、HXD3型交流传动货运电力机车。

### 研制
为进一步实现“引进、消化、吸收、再创新”的总体战略，中国北车集团于2005年10月18日在北京召开了大功率交流传动电力机车牵引及控制系统研制工作会，宣布“大功率交流传动电力机车牵引及控制系统研制”项目正式启动。为了验证系统的正确性、可靠性，中国北车集团同时决定研制一台时速200公里、轴功率1600千瓦的高速客运电力机车作为电力牵引核心技术的试验平台，用于试验并验证中国北车集团在电力牵引核心技术方面的研究成果。
为此，中国北车组织成立以大同电力机车公司、永济电机公司和大连电力牵引研发中心为主要研制单位的联合项目组，开展大功率交流传动电力机车牵引及控制系统的研制。其中，同车公司负责辅助变流器柜体、充电机、牵引变压器的研制；大连电牵研发中心负责网络控制系统、牵引变流控制单元、辅助变流器控制单元、辅助功率模块的研制及电传动系统、网络控制系统的地面联调试验；永济电机公司负责牵引电动机、变流器主电路、牵引功率模块、柜体等的研制。此外，大连机车车辆、长春轨道客车、四方车辆研究所和大连机车研究所等单位也参与了研制工作。
2008年9月至2009年10月，电力机车牵引系统在大连电牵研发中心进行了地面联调试验。2009年12月22日，中国北车大功率交流传动牵引及控制系统技术评审会在大连召开，并宣布牵引及控制系统通过评审。2010年11月，该系统通过北车集团科技成果鉴定。该台试验机车由中国北车集团命名为DJG2型，其中“D”代表电力机车、“J”代表交流传动、“G”代表高速机车。

## 技术特点
DJG2型电力机车采用交—直—交流电传动、水冷IGBT牵引逆变器、变频异步牵引电动机、分布式网络控制系统，单轴功率轮周牵引功率达到1600千瓦，额定总功率为6400千瓦，设计最高运行速度为220公里/小时。每台机车装有两台牵引变流柜，每台牵引变流柜内有二个牵引变流器单元；每个变流器单元由一个四象限脉冲整流器、一个中间直流环节、一个电压型PWM逆变器组成，每个逆变器专门向一台异步牵引电动机供电，实现机车的轴控驱动；功率控制模块采用水冷IGBT变流模块（6500V/600A），中间直流电压为3775伏。牵引电动机为六极鼠笼式三相异步牵引电动机，电动机采用全叠片结构，额定功率为1640千瓦，额定电压为2945伏，冷却方式为强迫通风。
机车设有两台IGBT辅助变流器，由主变压器二次侧辅助绕组供电，其中一个为恒频恒压变流器（CVCF），另一个为变频变压变流器（VVVF）。机车并设有两台列车供电柜，由主变压器的列车供电绕组供电，通过相控整流电路整流为600伏直流电，可向旅客列车提供空调、采暖、照明等电源，额定输出功率为2×400千瓦。
机车走行部为两台二轴转向架，其结构与天梭型电力机车的高速转向架基本相同。转向架采用单拉杆轴箱定位，一系悬挂为轴箱两侧螺旋钢弹簧和橡胶垫，配有垂向油压减震器；二系悬挂为高柔度螺旋圆弹簧配橡胶垫；车体和构架之间并设有垂向减振器、横向减振器和抗蛇行减振器的组合。驱动装置采用六连杆轮对空心轴弹性传动结构，牵引电动机采用架悬式全悬挂、单边刚性直齿传动。基础制动装置为轮盘制动，每个转向架有两套单元制动器具有弹簧停车储能停放制动功能。